# Ak-Dowurak
Ak-Dowurak (tuwinisch und russisch Ак-Довурак) ist mit 13.468 Einwohnern (Stand 14. Oktober 2010) der drittgrößte Ort in der autonomen russischen Republik Tuwa (Südsibirien).

## Lage und Geologie

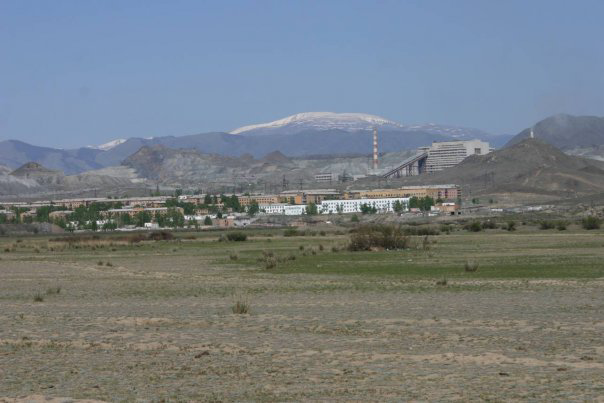
Blick auf Ak-Dowurak

Die Stadt liegt am Fluss unweit des linken Ufers des Chemtschik im Westen Tuwas, 300 km von der Hauptstadt Kysyl entfernt. Vom Norden her ist sie durch eine 300 km lange Gebirgsstraße über den Sajanski-Pass mit der Republik Chakassien und deren Hauptstadt Abakan verbunden.
Bei Ak-Dowurak befindet sich eine der größten Asbestminen der Welt, die im Tagebau betrieben wird und die Luft in der Stadt stark belastet. Die Lagerstätte ist von postmagmatischem Typ. Ophiolithe, Hyperbasit und Chrysotilasbest sind dort vorherrschend. Das Vorkommen wurde in den 1960er Jahren entdeckt. Der Anteil von Chrysotilasbest im Gestein beträgt im Minimum 3 %. Daraus stellte man textile und technische Asbestprodukte her.
Der einzige Gulag in Tuwa bestand von Mai 1952 bis April 1953 bei Kysyl-Mashalyk (Aktowrakski ITL). 1400 Gefangene wurden in der Asbestmine beschäftigt. Seit den politischen Wirren Anfang der 1990er Jahre steht die Asbestfabrik still.

### Bevölkerungsentwicklung
| Jahr | Einwohner |
| ---- | --------- |
| 1970 | 9.613     |
| 1979 | 13.216    |
| 1989 | 15.191    |
| 2002 | 12.965    |
| 2010 | 13.468    |

Anmerkung: Volkszählungsdaten

## Verkehr
Ak-Dowurak liegt an der Fernstraße A162, die es mit der Republikhauptstadt Kysyl verbindet.